# Абрамов, Николай Матвеевич (учёный)
Николай Матвеевич Абрамов (1876—1949) — инженер путей сообщения, учёный в области инженерной геологии, профессор, декан факультета.

## Биография
Родился в семье донских казаков в городе Новочеркасск.
Получил домашнее образование, в 1894 году с серебряной медалью окончил Новочеркасскую классическую гимназию и в следующем поступил на математическое отделение физико-математического факультета Петербургского института инженеров путей сообщения, который окончил в 1900 году. Ученик Н. А. Белелюбского.
Первая работа Н. М. Абрамова относится к 1904 году и посвящена расчёту фермы-аркады системы А. Vierendeel`s. Она была опубликована в изданиях Института инженеров путей сообщения Императора Александра I. В дальнейшем Николай Матвеевич занимался вопросами методики преподавания строительной механики, уделяя особое внимание физико-математической подготовке студентов к изучению сопротивления материалов.
С 1907 года — профессор Донского политехнического института в Новочеркасске по кафедре строительной механики, автор трудов по испытанию материалов. В 1917 и 1918 годах работал ректором Донского политехнического института.
Член постоянного Бюро съездов русских цементных техников и заводчиков. Участвовал в работе XII съезда русских естествоиспытателей и врачей в Москве (1909−1910)
В 1917—1918 годах был участником Поместного Собора Русской Православной Церкви как мирянин от Донской епархии.
19−25 мая 1919 года участвовал в Ставропольском организационном «Юго-восточном русском церковном соборе».
В 1928−1929 годы — заслуженный профессор Харьковского технологического института, декан инженерно-строительного факультета ХТИ (1929). Действительный член Украинского общества работников науки и техники (1929).
С 1936 по 1939 годы — заведующий кафедрой Сибирского государственного университета путей сообщения.
С 1939 по 1947 годы — заведующий кафедрой сопротивления материалов Института инженеров-механиков социалистического земледелия.
Умер Николай Матвеевич 13 февраля 1949 года, похоронен на Новочеркасском кладбище.

## Семья
- Жена — Раиса Владимировна Лазарева, Новочеркасск.

## Награды и заслуги
- В 1915 году «за выдающиеся заслуги, оказанные России на международных судоходных конгрессах», Николая Матвеевича наградили почётной медалью[5].
- В январе 1919 года Донской атаман, генерал от кавалерии — П. Н. Краснов «за отличие по службе и особые труды по Совету Финансов» произвёл профессора, статского советника Абрамова в чин действительного статского советника.
- В 1920-х годах Центральная комиссия по улучшению быта учёных при СНК РСФСР (ЦЕКУБУ), оценивая научную деятельность Абрамова, квалифицировала его как выдающегося учёного.